# Tuberphradonoma
Tuberphradonoma – wymarły rodzaj chrząszczy z rodziny podrywkowatych. Obejmuje tylko jeden opisany gatunek, Tuberphradonoma burmitica. Żył w kredzie na terenie współczesnej Mjanmy.

## Taksonomia
Rodzaj i gatunek typowy opisane zostały po raz pierwszy w 2021 roku przez Jiříego Hávę na łamach „Euroasian Entomological Journal”. Opisu dokonano na podstawie dwóch inkluzji w bursztynie birmańskim, odnalezionych w dolinie Hukawng na terenie birmańskiego stanu Kaczin. Skamieniałość datowana jest na wczesny cenoman. Nazwa rodzajowa to połączenie łacińskiego tuberculus, oznaczającego „guzkowany”, i nazwy rodzajowej Phradonoma, natomiast epitet gatunkowy oznacza po łacinie „burmitowy”.

## Morfologia
Chrząszcz o owalnym w zarysie ciele długości od 2,07 do 2,52 mm, ubarwionym czarno i porośniętym z wierzchu długimi, sterczącymi, czarnymi szczecinkami, od spodu zaś szczecinkami krótszymi i położonymi. Głowa była drobno punktowana, zaopatrzona w duże oczy złożone z mikroszczecinkami oraz słabo widoczne przyoczko. Osadzone w zamkniętych panewkach czułki budowało jedenaście członów, z których trzy ostatnie formowały buławkę. Matowe, skąpo punktowane przedplecze miało dwa małe wciski przed niewielką, trójkątną tarczką. Grubo i skąpo punktowane pokrywy miały duże guzy barkowe. Przedpiersie wypuszczało ku przodowi kołnierz. Odnóża przedniej pary miały pozbawione kolców golenie i krótkie człony stóp. Stopy pozostałych par zbudowane były z dość długich członów.

## Paleoekologia
Siedliskiem tego owada były gorące i wilgotne tropikalne lasy deszczowe o bujnej roślinności. Zdominowane były przez araukariowate, zwłaszcza z rodzaju agatis, ale występowały tu też sekwoje, metasekwoje, sosny, cedry i cyprysy. Piętro podszytu tworzyły głównie paprocie i widłaki właściwe. Pory roku determinowane były głównie przez opady. Lasy te rosły nad brzegami rzek, jezior, lagun czy estuariów, o czym świadczy udział fauny słodkowodnej. Nie były odległe od wybrzeży morskich, jako że w bursztynie birmańskim czasem spotkać można organizmy słonowodne, a zwłaszcza ślady ich działalności. Biota lasów cechowała się dużą bioróżnorodnością; do 2022 roku stwierdzono w burmicie około 2390 gatunków, 1575 rodzajów i 689 rodzin organizmów lądowych i słodkowodnych, w tym ponad 2240 gatunków, 1445 rodzajów, 612 rodzin, 66 rzędów i 8 gromad stawonogów. Faunę skórnikowatych reprezentują wśród nich także Attagenus burmiticus, Attagenus lundi, Attagenus secundus, Cretodermestes palpalis, Dermestes larvalis i Cretomegatoma atypica, ta ostatnia z tego samego co Tuberphradonoma plemienia.